# Viefvillers
Viefvillers est une commune française située dans le département de l'Oise en région Hauts-de-France.
Ses habitants sont appelés les Vélusiens.

## Géographie
Village du plateau picard, desservi par la RD 930 (ancienne route nationale 30 reliant Rouen à La Capelle), à 5 km de la  16 de l'autoroute A16.
| Le Gallet          | Le Saulchoy |            |
| Crèvecœur-le-Grand | Viefvillers | Francastel |
|                    | Francastel  | Francastel |

### Hydrographie
La commune est traversée par la ligne de partage des eaux entre les bassins hydrographiques Artois-Picardie et Seine-Normandie. Elle n'est drainée par aucun cours d'eau.

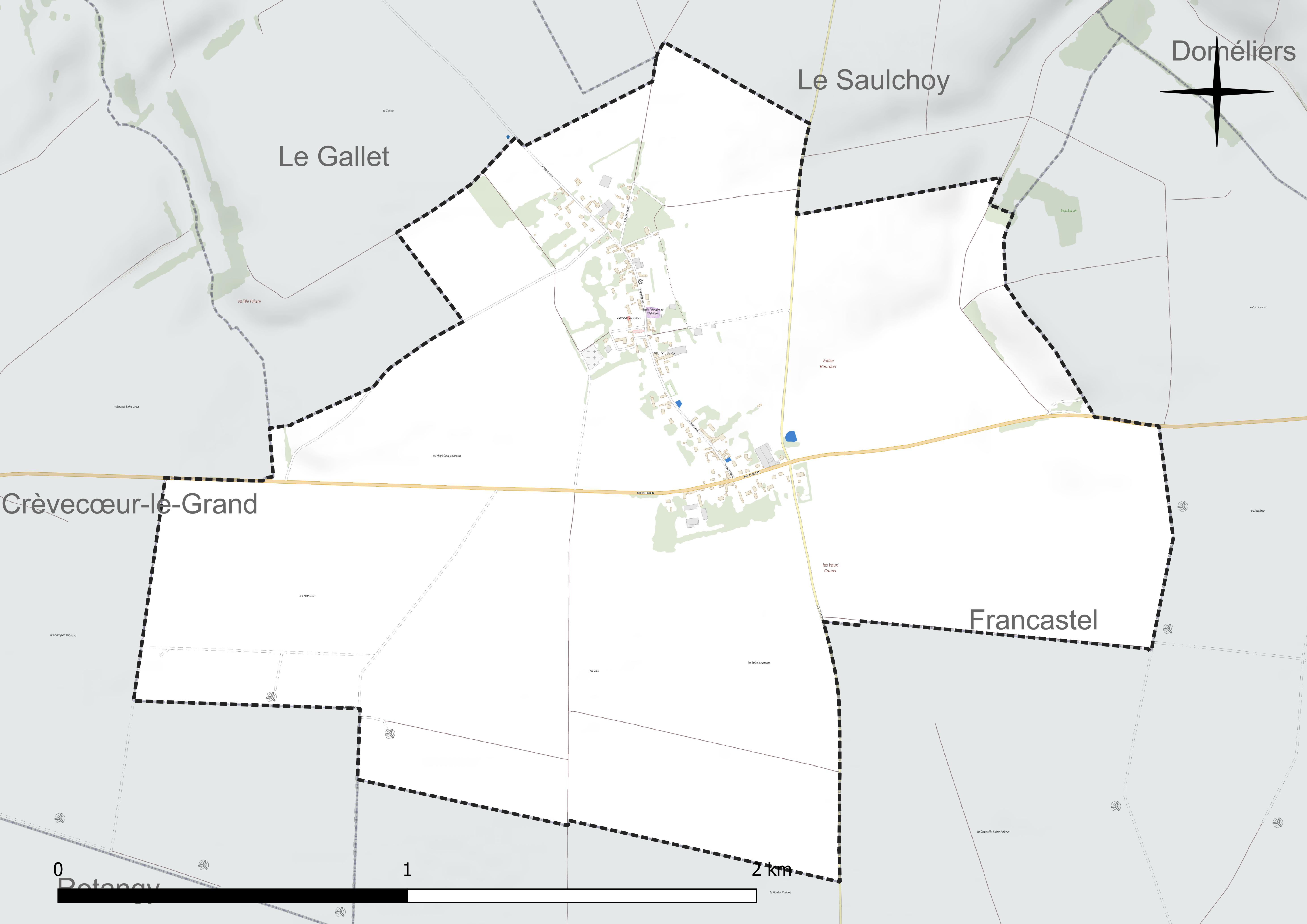
Réseau hydrographique de Viefvillers.

### Climat
Pour des articles plus généraux, voir Climat des Hauts-de-France et Climat de l'Oise.
En 2010, le climat de la commune est de type climat océanique dégradé des plaines du Centre et du Nord, selon une étude du CNRS s'appuyant sur une série de données couvrant la période 1971-2000. En 2020, Météo-France publie une typologie des climats de la France métropolitaine dans laquelle la commune est exposée à un climat océanique et est dans la région climatique  Nord-est du bassin Parisien, caractérisée par un ensoleillement médiocre, une pluviométrie moyenne régulièrement répartie au cours de l'année et un hiver froid (3 °C). 
Pour la période 1971-2000, la température annuelle moyenne est de 10,2 °C, avec une amplitude thermique annuelle de 14,4 °C. Le cumul annuel moyen de précipitations est de 782 mm, avec 12,1 jours de précipitations en janvier et 8,7 jours en juillet. Pour la période 1991-2020, la température moyenne annuelle observée sur la station météorologique la plus proche, située sur la commune de Rouvroy-les-Merles à 17 km à vol d'oiseau, est de 10,7 °C et le cumul annuel moyen de précipitations est de 647,9 mm,. Pour l'avenir, les paramètres climatiques de la commune estimés pour 2050 selon différents scénarios d'émission de gaz à effet de serre sont consultables sur un site dédié publié par Météo-France en novembre 2022.

## Urbanisme

### Typologie
Au 1er janvier 2024, Viefvillers est catégorisée commune rurale à habitat dispersé, selon la nouvelle grille communale de densité à sept niveaux définie par l'Insee en 2022.
Elle est située hors unité urbaine. Par ailleurs la commune fait partie de l'aire d'attraction de Beauvais, dont elle est une commune de la couronne,. Cette aire, qui regroupe 162 communes, est catégorisée dans les aires de 50 000 à moins de 200 000 habitants,.

### Occupation des sols
L'occupation des sols de la commune, telle qu'elle ressort de la base de données européenne d'occupation biophysique des sols Corine Land Cover (CLC), est marquée par l'importance des territoires agricoles (91,1 % en 2018), une proportion identique à celle de 1990 (91,1 %). La répartition détaillée en 2018 est la suivante : 
terres arables (91,1 %), zones urbanisées (8,9 %). L'évolution de l'occupation des sols de la commune et de ses infrastructures peut être observée sur les différentes représentations cartographiques du territoire : la carte de Cassini (XVIIIe siècle), la carte d'état-major (1820-1866) et les cartes ou photos aériennes de l'IGN pour la période actuelle (1950 à aujourd'hui).

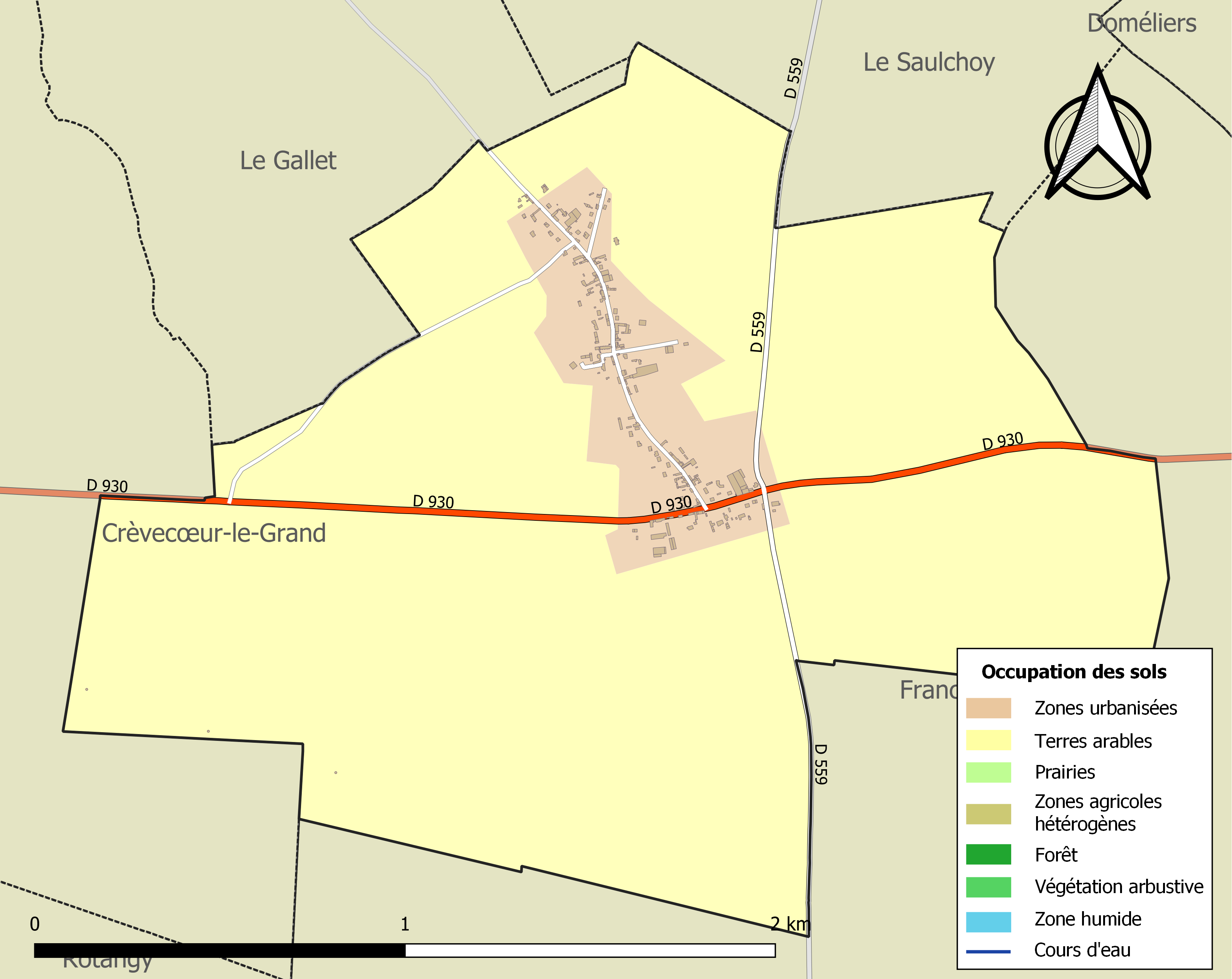
Carte des infrastructures et de l'occupation des sols de la commune en 2018 (CLC).

### Voies de communication et transports
La commune est desservie, en 2023, par les lignes 615, 616 et 6109 du réseau interurbain de l'Oise.

## Toponymie
Le nom de la localité est attesté sous les formes Vetus villaris (1152) ; de Viler (1247) ; Villare vetus (vers 1290) ; Villare (vers 1290) ; Viefviller (vers 1310) ; Vieuvillé (vers 1310) ; Vieuviller (1453) ; la cure de Vieufvilly (1522) ; Vies viller (1544) ; le vieuvillé (1544) ; le viefviller (1544) ; Vieuvillers (1552) ; Vieufvillé (1560) ; Viévillers (XVIe) ; Vieuxvillers (XVIe) ; le Vieux villers (XVIe) ; Vieux-Villers (vers 1750) ; Viefvillers (1840).

De l'adjectif latin vetus « vieux » et villare « domaine ».

## Histoire
La commune a dépendu autrefois de la commune du Saulchoy[réf. nécessaire].

## Politique et administration

### Rattachements administratifs et électoraux
La commune se trouve dans l'arrondissement de Beauvais du département de l'Oise. Pour l'élection des députés, elle fait partie de la première circonscription de l'Oise.
Elle faisait partie depuis 1793 du canton de Crèvecœur-le-Grand. Dans le cadre du redécoupage cantonal de 2014 en France, la commune rejoint le canton de Saint-Just-en-Chaussée.

### Intercommunalité
La commune faisait partie de la communauté de communes de Crèvecœur-le-Grand Pays Picard A16 Haute Vallée de la Celle créée fin 1992.
Dans le cadre des dispositions de la loi portant nouvelle organisation territoriale de la République (Loi NOTRe) du 7 août 2015, qui prévoit que les établissements publics de coopération intercommunale (EPCI) à fiscalité propre doivent avoir un minimum de 15 000 habitants, le préfet de l'Oise a publié en octobre 2015 un projet de nouveau schéma départemental de coopération intercommunale, qui prévoit la fusion de plusieurs intercommunalités, et notamment celle de Crèvecœur-le-Grand (CCC) et celle des Vallées de la Brèche et de la Noye (CCVBN), soit une intercommunalité de 61 communes pour une population totale de 27 196 habitants.
Après avis favorable de la majorité des conseils communautaires et municipaux concernés, cette intercommunalité dénommée communauté de communes de l'Oise picarde et dont la commune est désormais membre, est créée au 1er janvier 2017.

### Liste des maires
| Période                                  | Période                    | Identité               | Étiquette | Qualité                            |
| ---------------------------------------- | -------------------------- | ---------------------- | --------- | ---------------------------------- |
| Les données manquantes sont à compléter. |                            |                        |           |                                    |
| avant 1981                               | ?                          | Marcel Fournier        |           |                                    |
| mars 1993                                | 2014                       | Jean-Marie Defasquelle | UMP       | Agriculteur, syndicaliste agricole |
| 2014                                     | En cours (au 17 juin 2020) | Jean-Pierre Geneste    |           | Réélu pour le mandat 2020-2026     |

## Population et société

### Démographie

#### Évolution démographique
L'évolution du nombre d'habitants est connue à travers les recensements de la population effectués dans la commune depuis 1793. Pour les communes de moins de 10 000 habitants, une enquête de recensement portant sur toute la population est réalisée tous les cinq ans, les populations de référence des années intermédiaires étant quant à elles estimées par interpolation ou extrapolation. Pour la commune, le premier recensement exhaustif entrant dans le cadre du nouveau dispositif a été réalisé en 2008.

En 2022, la commune comptait 216 habitants, en évolution de +18,68 % par rapport à 2016 (Oise : +0,87 %, France hors Mayotte : +2,11 %).
| 1793 | 1800 | 1806 | 1821 | 1831 | 1836 | 1841 | 1846 | 1851 |
| ---- | ---- | ---- | ---- | ---- | ---- | ---- | ---- | ---- |
| 436  | 460  | 558  | 539  | 590  | 578  | 576  | 577  | 603  |

| 1856 | 1861 | 1866 | 1872 | 1876 | 1881 | 1886 | 1891 | 1896 |
| ---- | ---- | ---- | ---- | ---- | ---- | ---- | ---- | ---- |
| 532  | 525  | 475  | 414  | 385  | 298  | 263  | 250  | 243  |

| 1901 | 1906 | 1911 | 1921 | 1926 | 1931 | 1936 | 1946 | 1954 |
| ---- | ---- | ---- | ---- | ---- | ---- | ---- | ---- | ---- |
| 231  | 201  | 207  | 175  | 175  | 164  | 133  | 141  | 145  |

| 1962 | 1968 | 1975 | 1982 | 1990 | 1999 | 2006 | 2008 | 2013 |
| ---- | ---- | ---- | ---- | ---- | ---- | ---- | ---- | ---- |
| 163  | 191  | 127  | 120  | 160  | 165  | 176  | 179  | 179  |

| 2018 | 2022 | - | - | - | - | - | - | - |
| ---- | ---- | - | - | - | - | - | - | - |
| 203  | 216  | - | - | - | - | - | - | - |

#### Pyramide des âges
La population de la commune est relativement jeune.
En 2018, le taux de personnes d'un âge inférieur à 30 ans s'élève à 39,9 %, soit au-dessus de la moyenne départementale (37,3 %). À l'inverse, le taux de personnes d'âge supérieur à 60 ans est de 17,3 % la même année, alors qu'il est de 22,8 % au niveau départemental.
En 2018, la commune comptait 110 hommes pour 93 femmes, soit un taux de 54,19 % d'hommes, largement supérieur au taux départemental (48,89 %).
Les pyramides des âges de la commune et du département s'établissent comme suit.
| Hommes | Classe d’âge | Femmes |
| ------ | ------------ | ------ |
| 0,9    | 90 ou +      | 0,0    |
| 0,9    | 75-89 ans    | 3,2    |
| 15,5   | 60-74 ans    | 14,0   |
| 20,9   | 45-59 ans    | 21,5   |
| 20,0   | 30-44 ans    | 23,7   |
| 16,4   | 15-29 ans    | 22,6   |
| 25,5   | 0-14 ans     | 15,1   |

| Hommes | Classe d’âge | Femmes |
| ------ | ------------ | ------ |
| 0,5    | 90 ou +      | 1,4    |
| 5,5    | 75-89 ans    | 7,6    |
| 15,6   | 60-74 ans    | 16,3   |
| 20,8   | 45-59 ans    | 20     |
| 19,4   | 30-44 ans    | 19,4   |
| 17,6   | 15-29 ans    | 16,2   |
| 20,6   | 0-14 ans     | 19,1   |

### Enseignement
Les enfants du village sont scolarisés au sein d'un regroupement pédagogique intercommunal (RPI), qui regroupe en 2018 Viefvillers, Francastel, Le Saulchoy et Le Gallet.

### Économie
La principale entreprise de la commune est la société de curage « La vidange du Beauvaisis »[réf. nécessaire].

## Culture locale et patrimoine

### Lieux et monuments
- Église Saint-Amand (XIXe siècle).

### Héraldique
Pour un article plus général, voir Armorial des communes de l'Oise.
| Blason de Viefvillers | Blason  | Écartelé : au 1er d'azur à un moulin à vent d'or, au 2e d'argent à une charrue de gueules, au 3e d'argent à une volute de crosse d'or, au 4e d'azur à une fleur de lys d'or |
| Blason de Viefvillers | Détails | sur le site de la commune 2024. |